# DJI Mavic
El DJI Mavic ( chino :御; pinyin : Yù ) es una serie de drones cuadricópteros compactos teleoperados para uso en fotografía y videografía aérea personal y comercial, lanzados por la empresa de tecnología china DJI.

## Versiones
- Miniseries
  - Mavic Mini y Mini SE
  - Mini 2 y Mini 2 SE
  - Mini 3 Pro y Mini 3
  - Mini 4 Pro

- Serie aérea
  - Aire mavic
  - Mavic Aire 2
  - Aire 2S
  - Aire 3

- Series Pro
  - Mavic Pro y Pro Platino

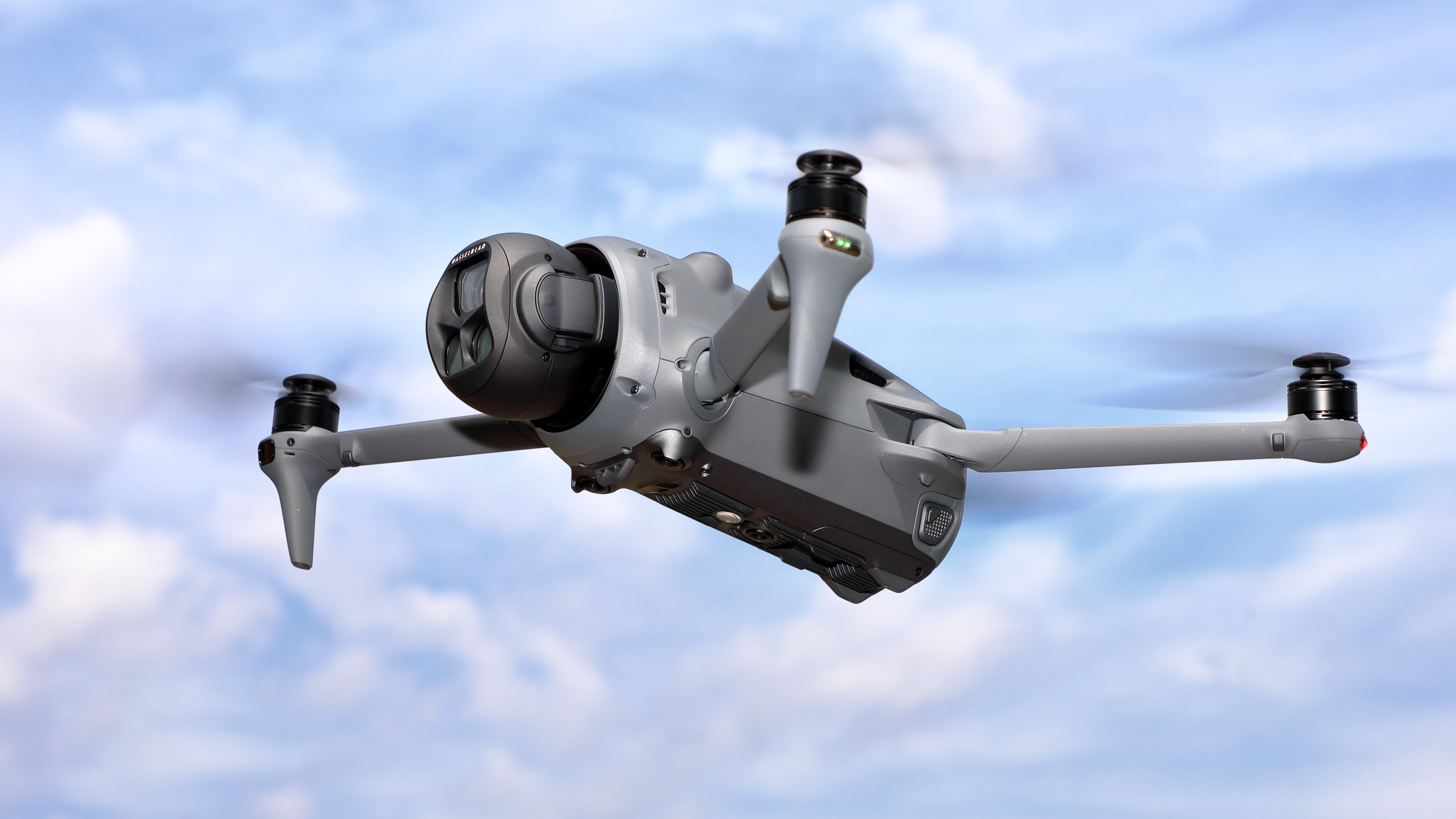
Mavic 4 Pro

  - Mavic 2 Pro, 2 Zoom, 2 Enterprise, 2 Enterprise Dual y 2 Enterprise Advance
  - Mavic 3, 3 Cine, 3 Classic, 3 Pro, 3 Pro Cine, 3 Enterprise, 3 Thermal y 3 Multiespectral
  - Mavic 4 Pro

## Uso por operadores militares
A pesar de la propia prohibición de DJI sobre la exportación de sus productos para uso militar, los drones DJI fueron utilizados ampliamente por las fuerzas rusas y ucranianas durante la invasión rusa de Ucrania de 2022. Se utilizan en funciones de reconocimiento y también se modifican para transportar explosivos ligeros para misiones de combate.